# Arany János utca (metropolitana di Budapest)
Arany János utca è una stazione della linea M3 della metropolitana di Budapest.

## Storia
Così come tutte le stazioni comprese nel tratto fra Deák Ferenc tér e Lehel tér, anche Arany János utca aprì i battenti nel 1981.

## Strutture e impianti
La stazione di Arany János utca costruita sul territorio del V distretto nel punto in cui l'omonima strada incrocia il viale Bajcsy-Zsilinszky út, ovvero sulla piazza Podmaniczky Frigyes tér.
La banchina, centrale con binari ai due lati, è situata ad una profondità di circa 24 metri sotto il livello del suolo.

## Interscambi
Nelle vicinanze della stazione effettuano fermata numerose linee urbane automobilistiche e filoviarie, gestite da BKV.
- Fermata filobus
- Fermata autobus

## Nella cultura di massa
- La stazione è ben visibile nel film Just Sex and Nothing Else.